# Райска заграда
«Райска заграда» (чеш. Rajská zahrada — «Райский сад») — станция пражского метрополитена. Расположена на линии B между станциями «Глоубетин» и «Черни-Мост». Находится в районе Черны Мост, на улице Хлумецка.

## Характеристика
Станция открыта 8 ноября 1998 года в составе пятого пускового участка линии В «Českomoravská - Černý Most». 
Станция атипичной конструкции. Имеет три этажа и две платформы, расположенные одна над другой. В общем здание станции имеет форму цилиндра, по диагонали наполовину встроенного в землю. Несущие конструкции окрашены в тёмно-синий цвет. Является одной из наиболее известных в Праге, благодаря своей конструкции. Станции «Райска заграда» и «Черны Мост» соединены между собой тубусом, который снаружи доступен также для пешеходов.

## Фотогалерея

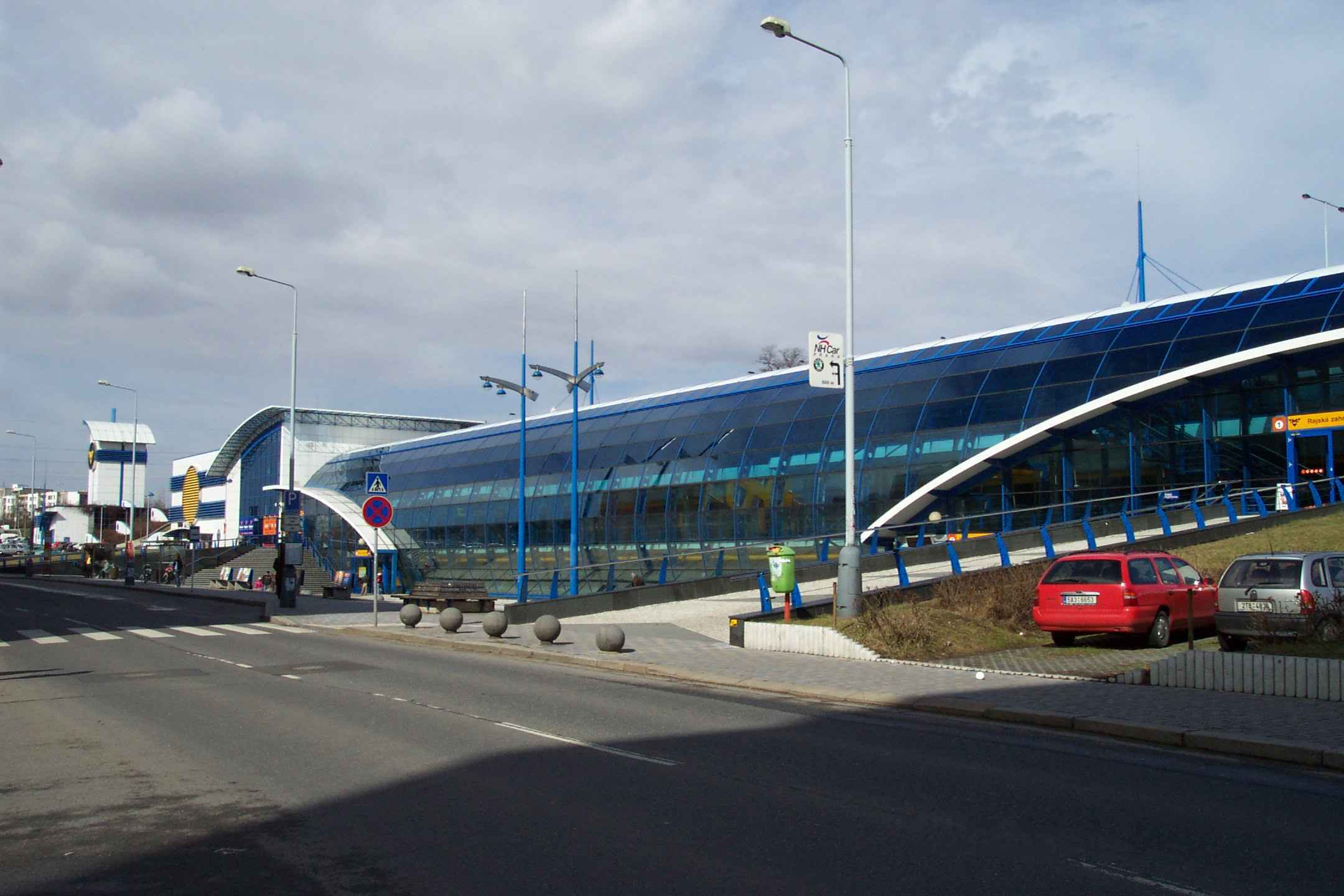
Общий вид
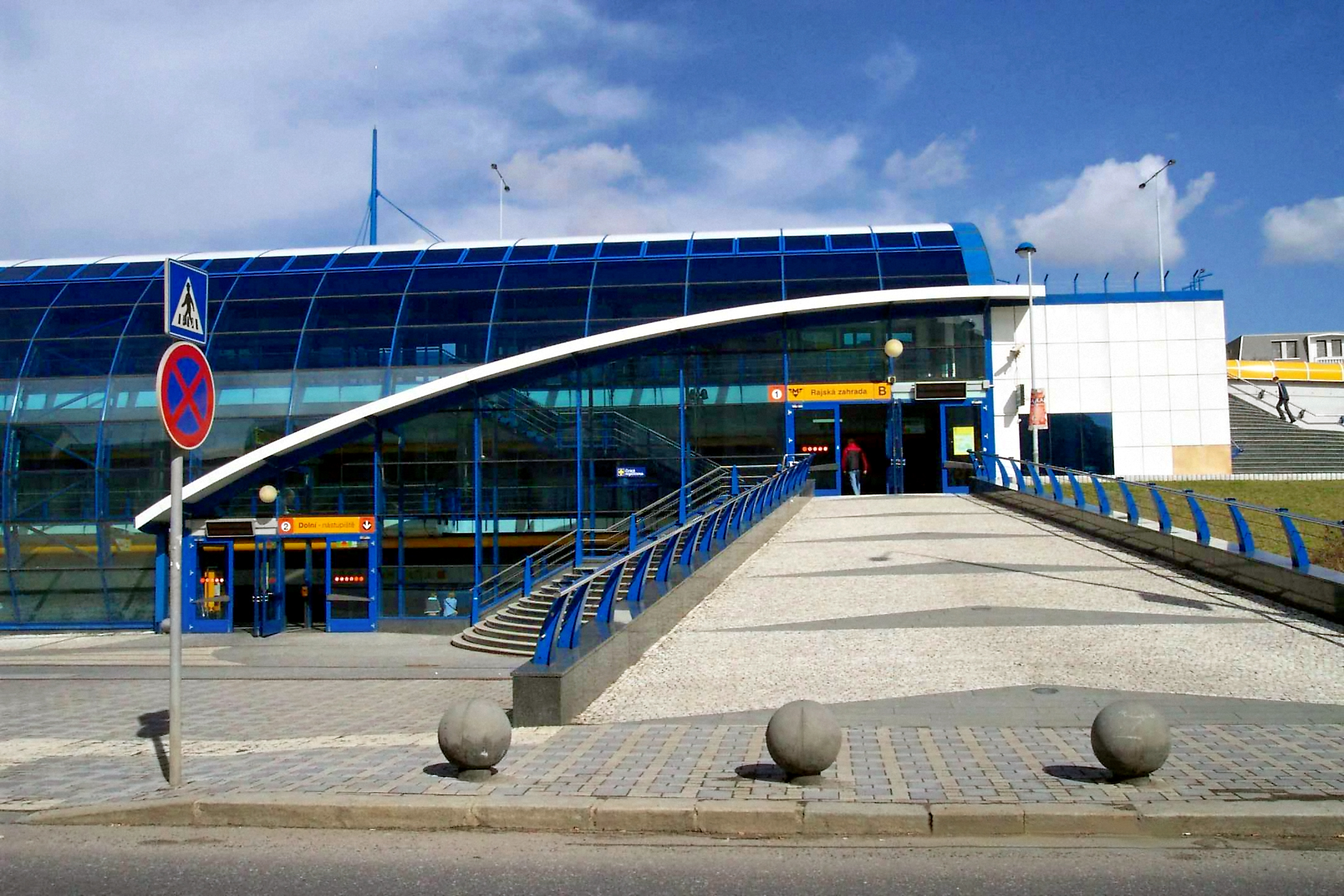
Правая часть станции
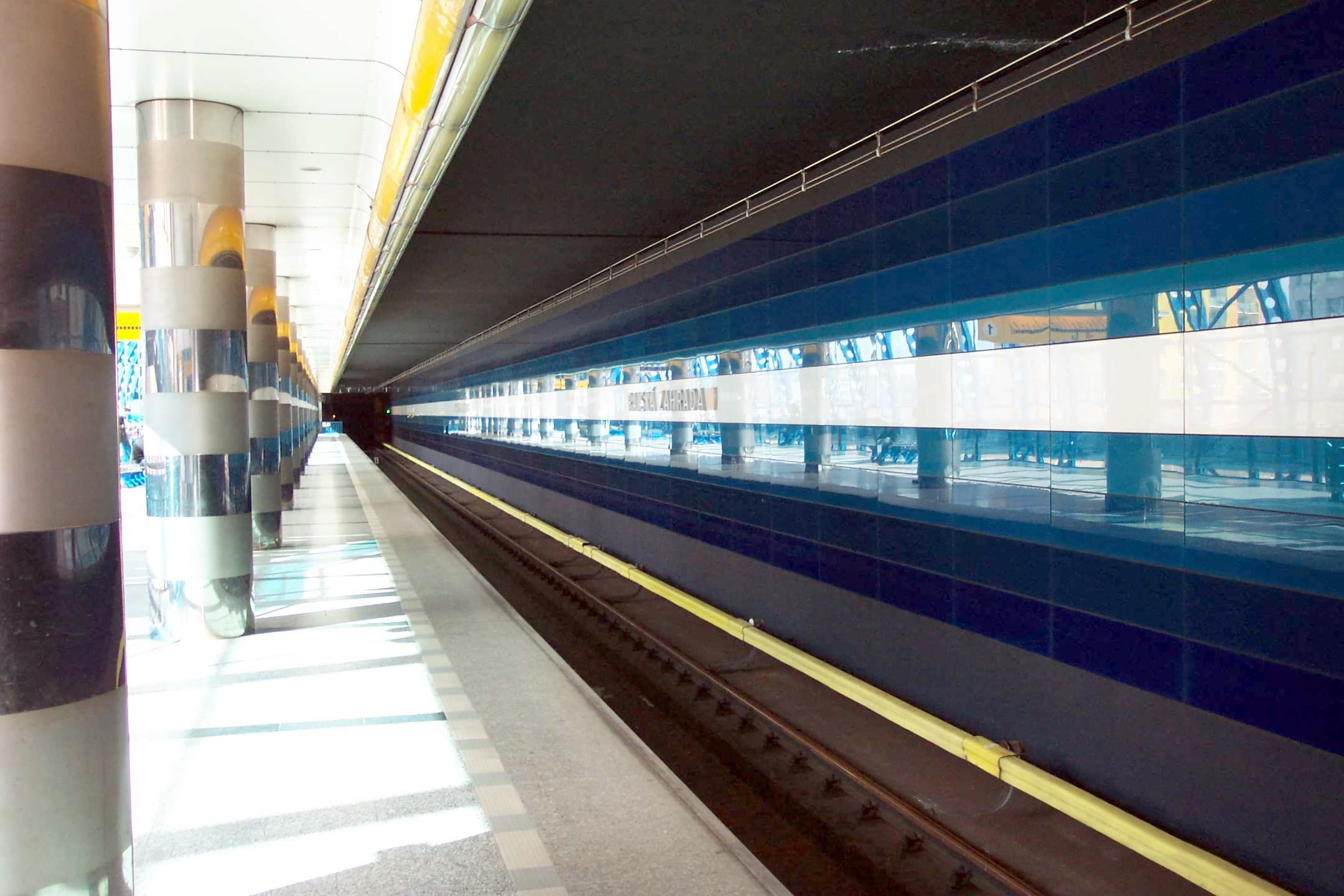
Платформа